# 新皮质

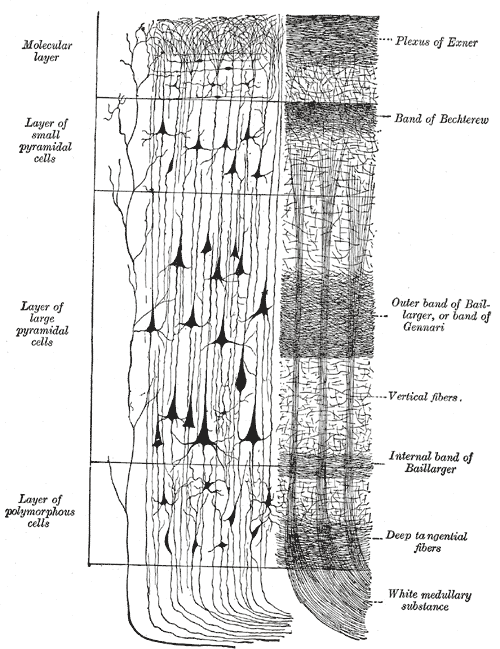
A representative column of neocortex. Cell body layers are labeled on the left, and fiber layers are labeled on the right.

新皮质（neocortex，neopallium）或新皮层，又称同型皮质（isocortex），属于高等脊椎动物（尤其是哺乳动物）大脑的一部分，是端脑的背外侧扩张形成的大脑半球的非嗅觉部分，位于在大脑半球的顶层，大约2-4毫米厚，分为六层，为大脑皮质的一部分。其与一些高等功能如知觉，运动皮层的产生，空间推理、意识及人类语言有关系。人类新皮质高度发达，占据全部皮质的96%，是人类语言、思维的物质基础。

## 演化
新皮質是大腦皮質新演化出來的區域，根據進化史，大腦皮層分為新皮質和異型皮質（allocortex），後者包含古皮层與原皮層（英語: archicortex）。在人類的大腦中，90%的大腦皮質與76%的大腦屬於新皮質。
新皮質的六層皮質結構是專屬於哺乳類動物的特徵，只有哺乳類動物具有六層皮質的新皮質結構。

## 外部連結
- Proisocortex （页面存档备份，存于）, BrainInfo.